# Faecalimonas
Faecalimonas es un género de bacterias grampositivas de la familia Lachnospiraceae. Actualmente (2023) sólo contiene una especie: Faecalimonas umbilicata. Fue descrito en el año 2017. Su etimología hace referencia a unidad aislada de heces. El nombre de la especie hace referencia a morfología umbilicada. Es anaerobia obligada e inmóvil. Tiene un tamaño de 0,8-1,5 μm de ancho por 2,4 μm de largo. Forma colonias lisas, umbilicadas, de color blanco marfil. Temperatura de crecimiento entre 30-40 °C, óptima de 37 °C. Catalasa negativa. Se ha aislado de heces humanas. 